# Умершие в октябре 1942 года
Это список известных людей, соответствующих установленным критериям значимости (см. Википедия:Критерии значимости персоналий), умерших в октябре 1942 года.
Причина смерти указывается лишь в исключительных случаях (убийство, самоубийство, гибель в результате военных действий, смертная казнь, ДТП или несчастные случаи). В остальных случаях — не указывается.

## 1 октября
- Нещадименко, Марк Петрович (73) — украинский медик.
- Пийп, Антс (58) — эстонский государственный деятель. Умер в советском лагере.
- Ревера, Антоний — блаженный Римско-Католической Церкви, священник, мученик. Погиб в Дахау

## 2 октября
- Атлас, Иехезкель — командир еврейского партизанского отряда. действовавшего в Польше и Белоруссии. Погиб в бою.
- Жижич, Томаш (33) — югославский партизан, участник Народно-освободительной войны, Народный герой Югославии (посмертно). Погиб в бою.
- Киньонес, Эриберто — испанский революционер, агент Коминтерна, казнён франкистами.
- Кратохвиль, Мария Антонина (61) — блаженная Римско-Католической Церкви. Умерла от тифа в нацистском лагере.
- Паникаха, Михаил Аверьянович — заместитель командира отделения 1-й роты 883-го стрелкового полка 193-й стрелковой дивизии 62-й армии, Герой Советского Союза (посмертно). Погиб в бою.
- Пилипенко, Иван Маркович (30) — Герой Советского Союза.
- Смирнов, Виктор Петрович — Герой Советского Союза.
- Спрыгин, Иван Иванович (69) — ботаник, исследователь природы Среднего Поволжья, Пензенской области, Средней Азии и Казахстана, один из основоположников природоохранного дела в России. Доктор биологических наук, профессор.
- Червинка, Винценц (65) — чешский журналист, публицист и переводчик.
- Яаксон, Александр (50) — эстонский генерал, министр образования Эстонии (1936—1939). Расстрелян в советском лагере.

## 3 октября
- Абрамова, Клавдия Ильинична — работник прокуратуры, участница подпольного движения в Ставрополе в годы Великой Отечественной войны. Расстреляна вместе с двумя дочерьми немецкими оккупантами.
- Борканюк, Алексей Алексеевич (41) — деятель коммунистического и антифашистского движения в Закарпатье, Герой Советского Союза (посмертно). Казнён в венгерской тюрьме.
- Горюнов, Пётр Михайлович (43) — советский государственный и партийный деятель, председатель Исполнительного комитета Пермского — Молотовского областного Совета (1940—1942).
- Лангерман, Вилибальд фон (52) — барон (фрайхерр), немецкий офицер, участник Первой и Второй мировых войн, генерал танковых войск, кавалер Рыцарского креста с Дубовыми листьями. Командир 4-й танковой дивизии, позднее 24-го механизированного корпуса. Погиб на Восточном фронте

## 4 октября
- Плосский, Эдмунд Александрович (82) польский юрист, революционер-социалист, один из руководителей I Пролетариата
- Соколов, Николай Александрович — советский военачальник, генерал-майор, командир 11-й стрелковой дивизии. 268-й стрелковой дивизии, 375-й стрелковой дивизии. Умер в госпитале от ран, полученных на фронте.

## 5 октября
- Аверьянов, Николай Филиппович — участник Великой Отечественной войны, стрелок 7-й роты 406-го стрелкового полка 124-й стрелковой дивизии 21-й армии Донского фронта, красноармеец. В бою закрыл своим телом амбразуру пулемёта.
- Красножёнова, Мария Васильевна (71) — российский и советский фольклорист, этнограф, педагог, музейный работник.
- Мач, Франц фон (81) — австрийский художник и скульптор
- Милютин, Николай Александрович (52) — российский революционер, советский государственный деятель, Нарком финансов РСФСР (1924—1929), архитектор и теоретик градостроительства.

## 6 октября
- Блохин, Алексей Александрович (45) — советский геолог-нефтяник, первооткрыватель башкирской нефти и основатель города Ишимбая. Умер от болезни сердца.
- Бреде, Герберт Фридрихович (54) — эстонский и советский генерал. Расстрелян органами НКВД.
- Хомякова, Валерия Ивановна — советская лётчица, участница Великой Отечественной войны, заместитель командира эскадрильи 586-го женского истребительного авиационного полка ПВО, Старший лейтенант. Первая пилот-женщина в истории СССР, которая сбила вражеский самолёт. Погибла при выполнении боевого задания.

## 7 октября
- Деливрон, Сергей Рудольфович (80) — российский морской офицер, капитан 1 ранга
- Исаченко, Александр Лаврентьевич (23) — участник подпольной борьбы на территории Белоруссии, секретарь Гомельского подпольного горкома комсомола. Герой Советского Союза (посмертно). Погиб при выполнении боевого задания.

## 8 октября
- Дмитриева, Евдокия Андреевна (19) — участница Сталинградской битвы.
- Сантамария, Хосе Паскуаль — испанский и советский летчик-истребитель, лейтенант. Участник Великой Отечественной войны, погиб в бою.
- Чаплыгин, Сергей Алексеевич (73) — русский физик, один из основоположников гидро- и аэродинамики, академик АН СССР (1929). Умер от кровоизлияния в мозг.

## 9 октября
- Симун ав Скарди — фарерский поэт, политик и учитель; автор гимна Фарерских островов.

## 10 октября
- Игнатов, Геннадий Петрович (17) — Герой Советского Союза.
- Игнатов, Евгений Петрович (27) — Герой Советского Союза.
- Кулль, Раймонд (60) — эстонский дирижёр и композитор.
- Новицкий, Николай Михайлович (23) — участник Великой Отечественной войны, командир отделения боепитания 82-го гвардейского стрелкового полка (32-я гвардейская стрелковая дивизия, 18-я армия, Закавказский фронт), гвардии старший сержант. Герой Советского Союза (посмертно) Закрыл своим телом амбразуру пулемёта.
- Печерских, Александр Михайлович — командир стрелкового отделения. Повторил подвиг Александра Матросова.

## 11 октября
- Николаев, Леонид Владимирович (64) — русский советский пианист, композитор и педагог, Народный артист РСФСР. Умер от брюшного тифа в эвакуации в Ташкенте.
- Рязанов, Пётр Борисович (43) — русский советский композитор, музыковед и музыкальный педагог. Умер в эвакуации в Тбилиси.

## 12 октября
- Гото, Аритомо (54) — вице-адмирал Японского императорского флота во время Второй мировой войны. Погиб в бою с американскими эсминцами и крейсерами у мыса Эсперанс.
- Сарауса, Мануэль — испанский и советский лётчик-истребитель, лейтенант. Трагически погиб во время тренировочного полёта.
- Ситко, Роман (62) — блаженный Римско-Католической Церкви, священник, мученик. Погиб в Освенциме.

## 14 октября
- Герасимов, Иван Фёдорович — юный герой-пионер, сын полка, участник обороны Сталинграда в годы Великой Отечественной войны.
- Росланец, Францишек (52) — блаженный Римско-Католической Церкви, священник, мученик, профессор кафедры теологии Варшавского Университета, библеист. Погиб в Дахау

## 15 октября
- Зиг, Джон (39) — журналист, антифашист, член движения Сопротивления во время Второй мировой войны, член организации «Красная капелла». Покончил с собой в застенках гестапо
- Мегонь, Владислав (50) — блаженный Римско-Католической Церкви, священник, капеллан, погиб в Дахау
- Мордвинов, Владимир Фёдорович — участник Великой Отечественной войны, пионер-герой.

## 16 октября
- Терещенко, Вера Михайловна (18) — партизанка, разведчица Дмитриевского партизанского отряда 1-й Курской партизанской бригады. Казнена немецкими оккупантами.
- Токарев, Фёдор Леонидович — юный герой-партизан разведчик и связной.

## 17 октября
- Сильвейра Синтра, Себастьян Леме да (60) — бразильский кардинал.

## 18 октября
- Мамедов, Кафур Насырович (22) — матрос, боец 3-й роты отдельного батальона морской пехоты Черноморского флота, Герой Советского Союза (посмертно). Погиб в бою.
- Нестеров, Михаил Васильевич (80) — русский и советский живописец.
- Новосельцев, Иван Хрисанфович (36) — советский актёр кино.

## 19 октября
- Васильев, Василий Петрович (45) — советский военачальник, генерал-лейтенант, командующий 1-й Краснознамённой армией (1941—1942). Умер от болезни.
- Коссман, Пауль Николаус (73) — немецкий публицист и редактор еврейского происхождения и правых взглядов. Погиб в нацистском концентрационном лагере.

## 20 октября
- Галецкий, Пётр Антонович (23) — партизан-подрывник. Участвовал в партизанском движении в Белоруссии. Состоял в партизанском отряде «Победа». Герой Советского Союза (посмертно). Взорвал себя вместе с немецким эшелоном.
- Мэй Робсон (84) — американская актриса и драматург

## 21 октября
- Йохим, Джон (68) — американский гребец, бронзовый призёр летних Олимпийских игр 1904.
- Курцман-Лёйхтер, Рита (42) — австрийская пианистка и музыкальный педагог. Умерла в Буэнос-Айресе.

## 23 октября
- Тотмин, Николай Яковлевич — советский военный лётчик, Герой Советского Союза. Совершил первый в истории авиации лобовой таран (июль 1941) и остался при этом жив. Погиб в бою.

## 24 октября
- Амилахвари, Дмитрий (35) — князь, офицер французской армии, подполковник Иностранного легиона, герой французского Сопротивления. Погиб в бою.
- Галкин, Кузьма Иванович (17) — партизан Великой Отечественной войны, Герой Советского Союза (посмертно). Расстрелян румынскими оккупантами
- Грассе, Герберт (32) — немецкий коммунист, антифашист, член движения Сопротивления во время Второй мировой войны, член организации «Красная капелла». Покончил жизнь самоубийством после ареста гестапо.
- Чистович, Фёдор Яковлевич (72) — врач-патологоанатом, профессор, ректор Первого Ленинградского медицинского института. Умер после эвакуации из блокадного Ленинграда.
- Штумме, Георг (56) — германский военачальник периода Второй мировой войны, генерал танковых войск, командующий 40-м танковым корпусом, танковой армией «Африка», умер от сердечного приступа во время битвы за Эль-Аламейн.

## 25 октября
- Игумнов, Сергей Николаевич (78) — русский и украинский санитарный врач, историк земской медицины, поэт.
- Путилов, Матвей Мефодиевич — участник Сталинградской битвы.
- Сазонов, Юрий —  юный герой-пионер, партизан Великой Отечественной войны.
- Суворов, Степан Васильевич — Герой Советского Союза.
- Токарев, Николай — юный герой-пионер, партизан Великой Отечественной войны.

## 26 октября
- Дробицкий, Георгий Семёнович (35) — советский военачальник, подполковник .
- Низам Карип (37) — башкирский писатель и драматург.
- Сигов, Дмитрий Иванович (28) — Герой Советского Союза.

## 27 октября
- Фёдоров, Пётр Алексеевич — инженер-механик флота, генерал-майор Корпуса инженер-механиков флота, участник Русско-японской и Первой мировой войн, Георгиевский кавалер, иконописец. Умер в Париже.

## 28 октября
- Глушко-Мова, Юрий Косьмич (60) — украинский общественный и политический деятель Дальнего Востока, один из организаторов украинского освободительного движения в Зелёном Клину. Умер от голода в оккупированном немцам Киеве.
- Огурцов, Сергей Яковлевич — советский военачальник, участник Советско-финской и Великой Отечественной войн, генерал-майор, командир 10-й танковой дивизии и участник партизанского движения. Погиб в бою.
- Феллендорф, Вильгельм (39) — коммунист, антифашист, член движения Сопротивления во время Второй мировой войны, член организации «Красная капелла». Замучен в нацистской тюрьме

## 29 октября
- Калараш, Дмитрий Леонтьевич (30) — штурман 236-й истребительной авиационной дивизии (5-я воздушная армия, Закавказский фронт), Герой Советского Союза (посмертно), подполковник. Погиб в бою.
- Король, Фёдор Петрович (47) — советский военачальник, генерал-майор, участник Великой Отечественной войны, командир 331-й стрелковой дивизии, затем командир 25-го танкового корпуса, 40-й А. Погиб в бою.
- Лейкин, Якуб — польский адвокат еврейского происхождения, заместитель командира еврейской полиции в Варшавском гетто и исполняющий обязанности командира с мая по июль 1942 года. Казнён членами еврейской боевой организации
- Эфрусси, Полина Осиповна (66) советский психолог и педагог, доктор философских наук, профессор ленинградского Института по изучению мозга и психической деятельности.

## 30 октября
- Бакместер, Уолтер (70) — британский игрок в поло, серебряный призёр летних Олимпийских игр 1900 и 1908.
- Липецкий, Алексей Владимирович (55) липецкий поэт, прозаик и художник.
- Мысаковский, Станислав (46) — блаженный Римско-Католической Церкви, священник, мученик. Погиб в Дахау
  - Панин, Иван Николаевич(86) — русский эмигрант в США, известен своим увлечением исследования математических совпадений в тексте Библии.
- Пельше, Рудольф (61) — первый профессиональный латвийский художник-керамист. Умер в советской ссылке.